# Schopenstehl
Koordinaten: 53° 32′ 55,6″ N, 9° 59′ 53,8″ O
Der Schopenstehl ist eine Straße in Hamburg-Altstadt. 

## Lage und Beschreibung
Der Schopenstehl befindet sich in Hamburg-Altstadt im Bezirk Hamburg-Mitte. Die überwiegend kopfsteingepflasterte Straße verläuft in ost-westlicher Richtung zwischen den Straßen Alter Fischmarkt und Kattrepel und hat eine Länge von ungefähr 180 Metern. Mehrere Gebäude im Straßenverlauf stehen unter Denkmalschutz.
Nördlich der Straße befand sich bis 1805 der Mariendom, an dessen Stelle sich heute die als Denkmal hergerichtete Grünfläche Hammaburg-Platz (bis 2024 Domplatz) befindet. Richtung Osten schließen zwei Häuser mit den Nummern 13 und 15 an. An der Südseite der Straße steigen die Hausnummern jedoch Richtung Westen – Lücken lassend – von 20 bis 33.

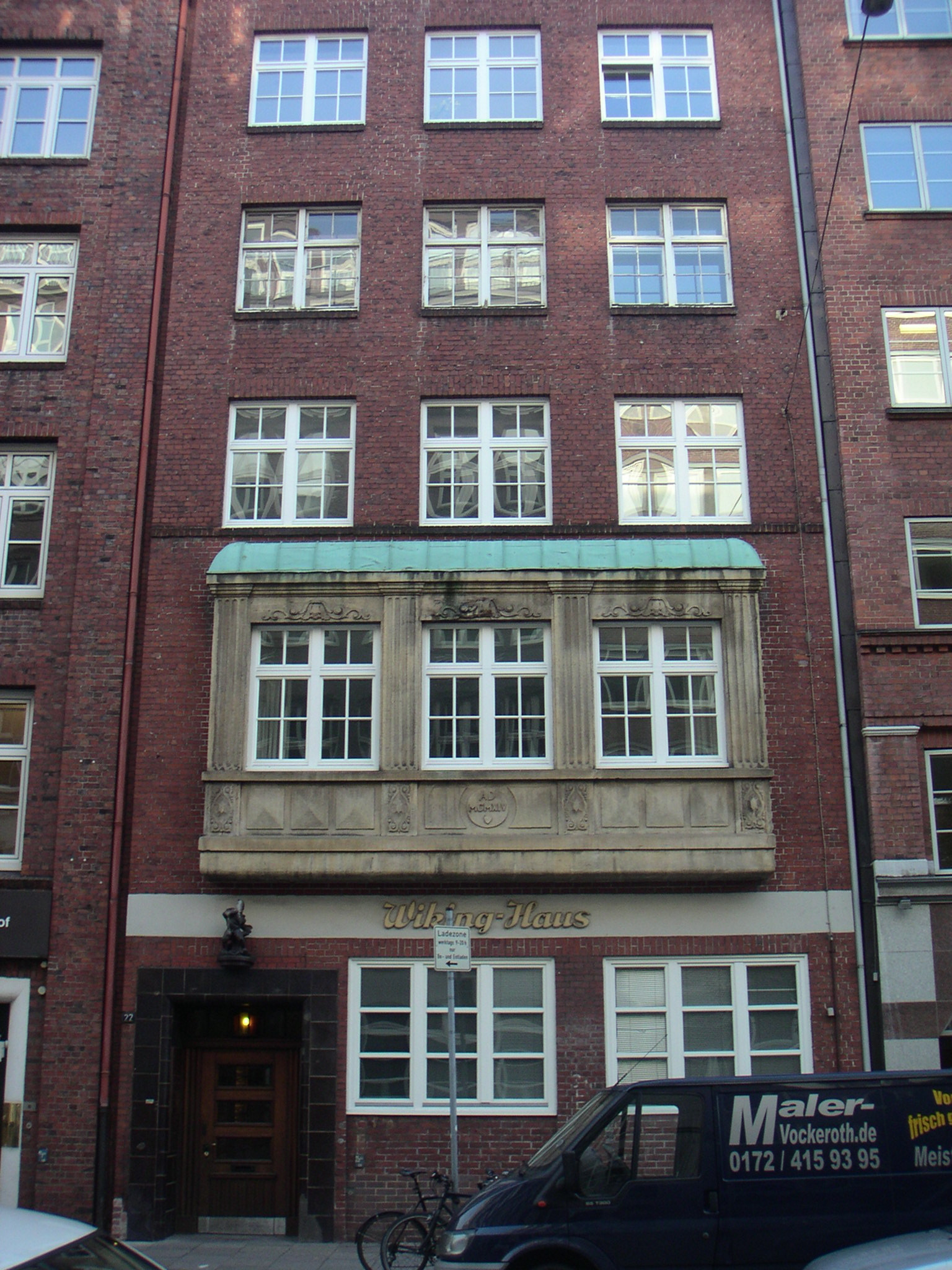
Gebäude bei Schopenstehl 22
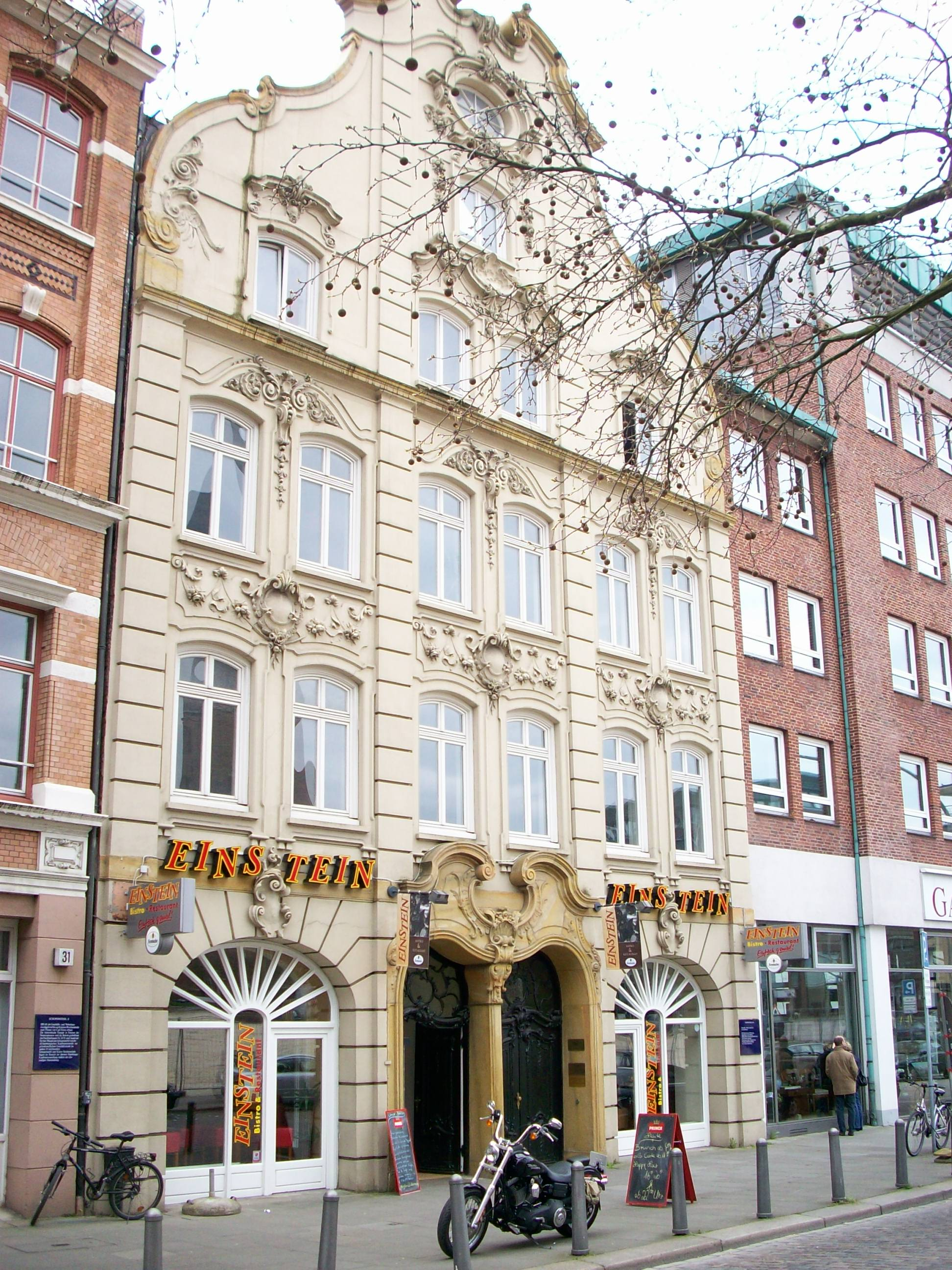
Erhaltene Rokokofassade bei Schopenstehl 32
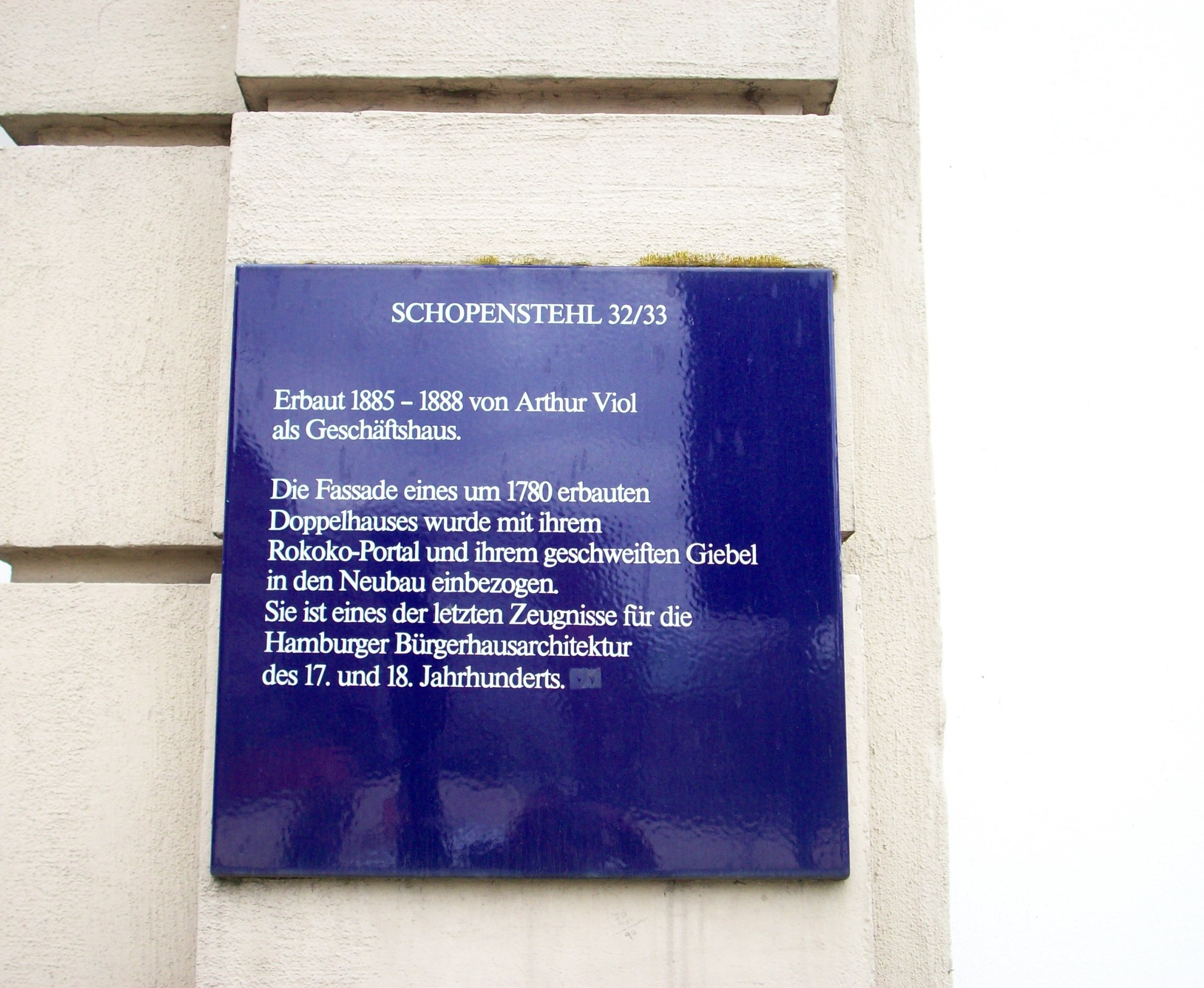
Tafel bei Schopenstehl 32
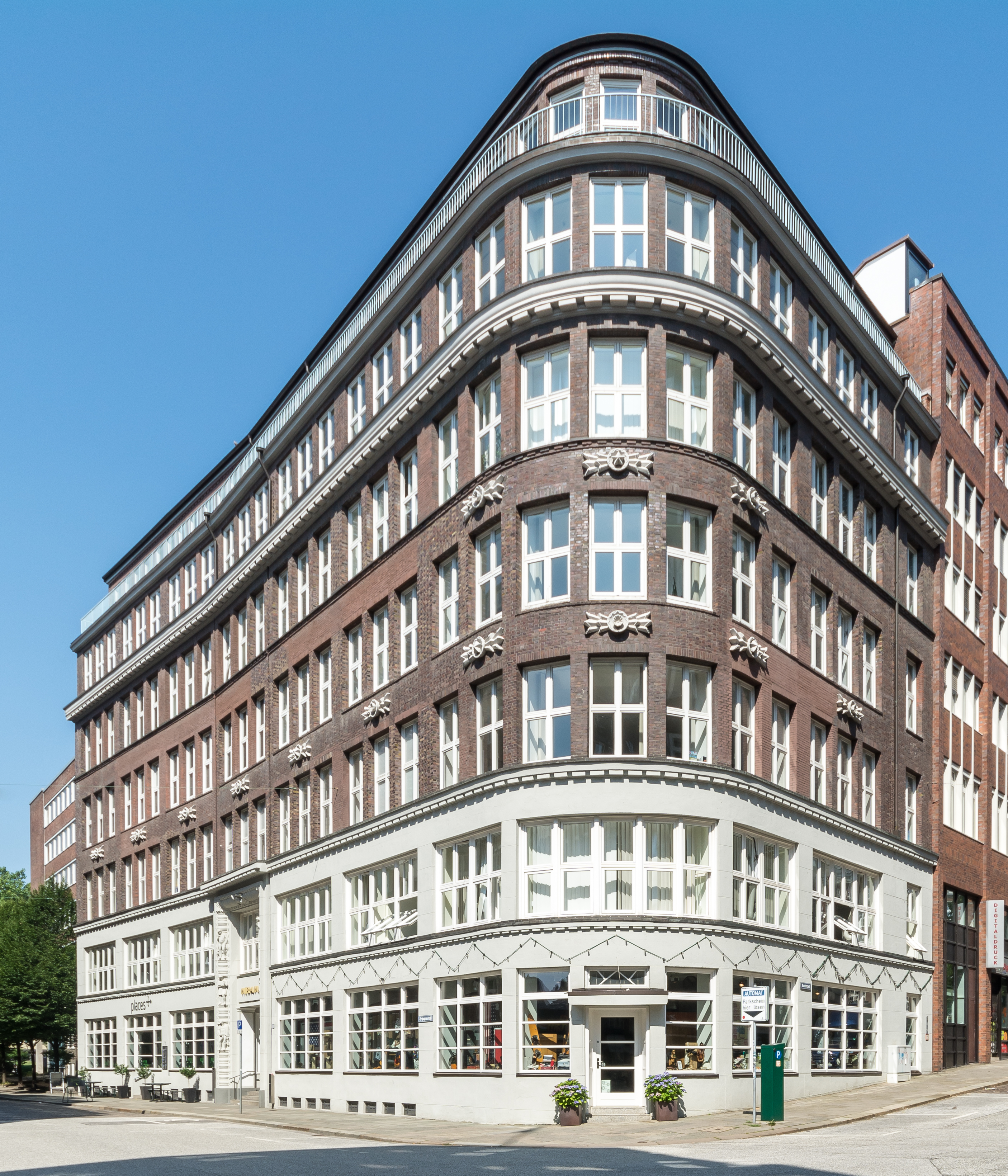
Miramar-Haus Schopenstehl 15

## Namensherkunft
Die Herkunft des Namens ist unsicher: Möglicherweise handelt es sich um eine Verkürzung von Schöppen- oder „Schöffenstegel“, wobei Stegel hier eine Treppe oder einen steilen Weg bezeichnet, der von den Gerichtsherren (Schöffen) benutzt wurde, um vom Rathaus zum tiefer gelegenen Fischmarkt zu gelangen, der in alter Zeit auch als Gerichtsstätte diente. Eine andere Theorie führt das Wort auf den „Schupfenstuhl“ zurück, eine Vorrichtung, mit der verurteilte Straftäter im Mittelalter ins Wasser des nahegelegenen Reichenstraßenfleets getaucht wurden.

## Schopenstehlkrawalle
Am 17. Januar 1906 kam es in der Straße zu den sogenannten Schopenstehlkrawallen. Damals debattierte die Hamburgische Bürgerschaft einen gegen die SPD gerichteten Plan über eine Verschlechterung des Wahlrechts (Wahlrechtsraub). Die SPD rief zu öffentlichen Protesten auf, die gegen 16 Uhr begannen und zunächst friedlich verliefen. Nach 22 Uhr kam es zu Zerstörungen, Plünderungen und Brandstiftungen sowie Straßenschlachten mit der Polizei. Aufgrund des frühen Zeitpunkts des Protestbeginns und der großen Teilnehmerzahl wurde der Protest später als „Deutschlands erster Generalstreik“ bezeichnet.